# 한국 아동 인성 평정척도
한국 아동 인성 평정척도 (Korean Personality Rating Scale for Children, KPRC)는 한국 아동 인성 검사(Korean Personality Inventory for children, KPI-C)를 수정하고 한국임상자료와 DSM-IV를 반영하는등  한국 가이던스에서 주관하여 2005년에 개발한 검사이다. 2006년에는 표준화 연구가 이루어진바있다.
KPI-C 중 자폐증 척도는 제외시키고 사회관계 척도를 보완하고 수정한 것으로 알려져있으며 총 14개의 척도, 177문항으로 구성되어 있다.  검사 실시 시간에서 상대적으로 응답이 용이하고 분명하도록 문항의 표현들이 간결하고 명확하게 보여지도록 개발한 것으로 알려져있다. 또한  0-3점까지의 4점 척도를 사용하여 보다 구체적이고 자세한 해석을 가능케 하여 검사 후 해석 과정에 있어 신뢰성을 기하였다. 만 3-17세 아동 및 아동의 보호자를 대상으로 약 50분간 실시하며 아동의 다양한 환경 안에서의 일반적이지 않은 행동들과 정서적으로 불안정하거나 상대적으로 미발달된 정신적 이슈의 영역을 측정하고 정서적 특성들을 평가하고 진단하여 빠른 시기에 일찍 발견하여 도움을 제공하는 것을 목적으로 개발된 검사이다.

## 검사의 장점
- 아동이 적응하는 데 있어서 문제를 발생시킬 가능성이 있는 문제가 있는지 확인함으로써 아동의 발달을 촉진시킬 수 있다.
- 임상적으로 진단을 내릴 때 객관적으로 진단과 선별을 할 수 있도록 돕는다.
- 적응행동을 향상시키기 위한 치료를 받을 경우, 행동이 향상되는 정도를 알려주어 치료의 효과를 확인, 평가 할 수 있다.
- 시간적 비용을 감소할 수 있고, 쉽게 사용 가능하며 다수를 대상으로 할 수 있어 선별하는 데에 유용하다.
- 검사를 실시하거나 채점하는 과정이 쉬우므로 임상적 진단 외의 상황에서도 쉽게 적용될 수 있다.
- 검사결과를 표준화하여 점수를 보여주기 때문에 전문가가 아닌 사람들도 임상적인 문제가 있을 가능성을 비교적 쉽게 알 수 있다.

## 실시방법

### 검사자
임상심리의 경우 전문가 또는 전문가가 지도, 감독하는 전제 하에는 수련생이 가장 적절하다. 임상장면이 아닌 학교나 상담 장소에서는 충분한 지식(성격심리, 측정평가, 정신병리, 아동발달 등)을 가진 사람이어야 하며, 검사에 대해 충분히 숙지하고 있어야 한다.

### 피검자
아동과 매우 친밀한 성인이어야 하며, 아동과 같이 생활하고 있는 사람(어머니)가 가장 적합하다. 검사 실시 전 최소한 6개월 동안 아동과 긴밀한 관계를 맺고 있던 사람이어야 하며, 피검자는 적어도 초등학교 6학년 수준의 읽기 능력을 가지고 있어야 한다. 예외적으로 다른 사람이 피검자에게 문항을 읽어주거나, 대신 답을 써주는 경우가 있을 수 있지만 답에 영향을 주지 않아야 하고 피검자에게 실시 과정을 알려주어야 한다. 보고용으로는 아동자기보고형(KPRC-CRF),교사용(KPRC-TF),부모보고용(KPRC)이 있으며 보통 KPRC는 부모보고용을 가리킨다.

### 응답요령에 대한 설명
검사 시작 전에 피검자에게 검사지의 지시에 따라 응답요령을 설명해주어야 한다. 아동과 가족관계에 대한 문항으로 구성되어 있고, 아동에게 해당하는 정도에 따라 0점부터 3점까지 답하도록 해야 한다. 가능한 한 모든 문항에, 빠르게 답하도록 촉진한다. 검사 결과가 아동에게 중요하다는 점을 강조해야 한다. 아동의 배경정보를 빠뜨리지 않고 적도록 하는 것이 중요하다. 이름, 생년월일, 검사일, 나이, 성별, 학교, 학년, 피검자 이름, 아동과의 관계를 반드시 쓰도록 한다. 응답지를 회수하면서 빠뜨린 부분이 없는지 확인한다.

## 14개 척도
| 척도구간   | 척도                                                                            | 측정영역 |
| ---------- | ------------------------------------------------------------------------------- | --- |
| 타당도     | T-RT척도 L척도 F척도                                                            | 검사-재검사 신뢰도 방어적인 태도 부적응의 과장이나 무선반응                                                                                          |
| 자아탄력성 | ERS척도                                                                         | 자아탄력성 척도 |
| 임상척도   | VDL척도 PDL척도 AMX척도 DEP척도 SOM척도 DLQ척도 HPR척도 FAM척도 SOC척도 PSY척도 | 언어발달 운동발달 불안,긴장감 우울,자신감 신체화정도 반항,규칙거부,공격성 주의력문제,과잉행동,충동성 가정구성원문제 사회적관계형성 현실성,정신적이슈 |

3개의 타당도,1개의 자아탄력성,10개의 임상척도로 구성된다.
한편 이러한 KPRC의 다축척도는 안정적인 프로파일 제6유형을 얻어내는데 도구로도 사용된바있다.

## 같이 보기
- CBCL
- 사회성숙도검사(SMS)
- 주제통각검사
- MMPI
- 집-나무-사람 검사(HTP)
- 벤더-게슈탈트 검사(BGT)
- 웩슬러 아동 지능 검사(WISC)

## 참고 자료
- 한국 아동 인성 평정 척도(Korean personality rating scale for children ; KPRC)의 표준화 연구-저자 조선미, 발행일 2006 발행기관 한국임상심리학회)https://www.dbpia.co.kr/journal/articleDetail?nodeId=NODE06371267&language=ko_KR#none
- (아동과 청소년의 한국아동인성검사 ( KPI-C) 프로파일 유형

정신과 표본을 중심으로-<한국심리학회지 : 임상> 제16권 제2호1997.11)http://www.dbpia.co.kr/journal/articleDetail?nodeId=NODE06370785&language=ko_KR#none